# Le Quesne
Le Quesne és un municipi francès situat al departament del Somme i a la regió dels Alts de França. L'any 2007 tenia 278 habitants.

## Demografia

### Població

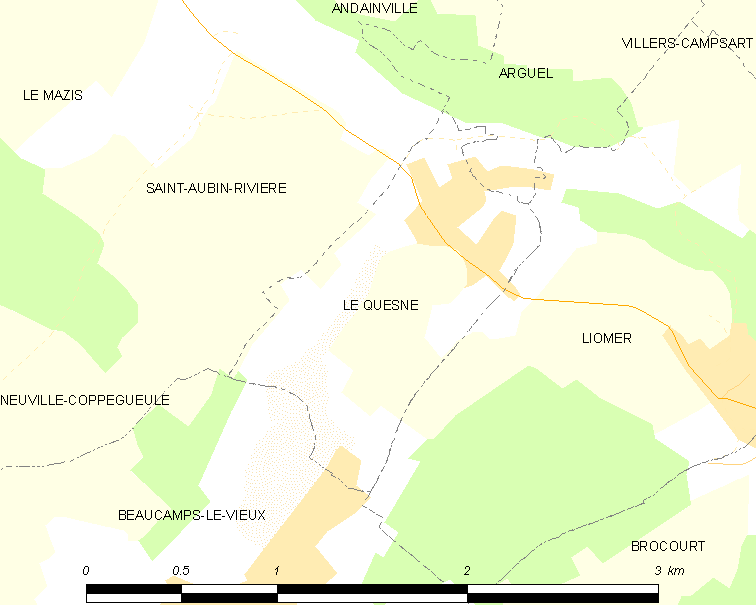
mapa del municipi

El 2007 la població de fet de Le Quesne era de 278 persones. Hi havia 112 famílies de les quals 24 eren unipersonals (8 homes vivint sols i 16 dones vivint soles), 40 parelles sense fills, 40 parelles amb fills i 8 famílies monoparentals amb fills.

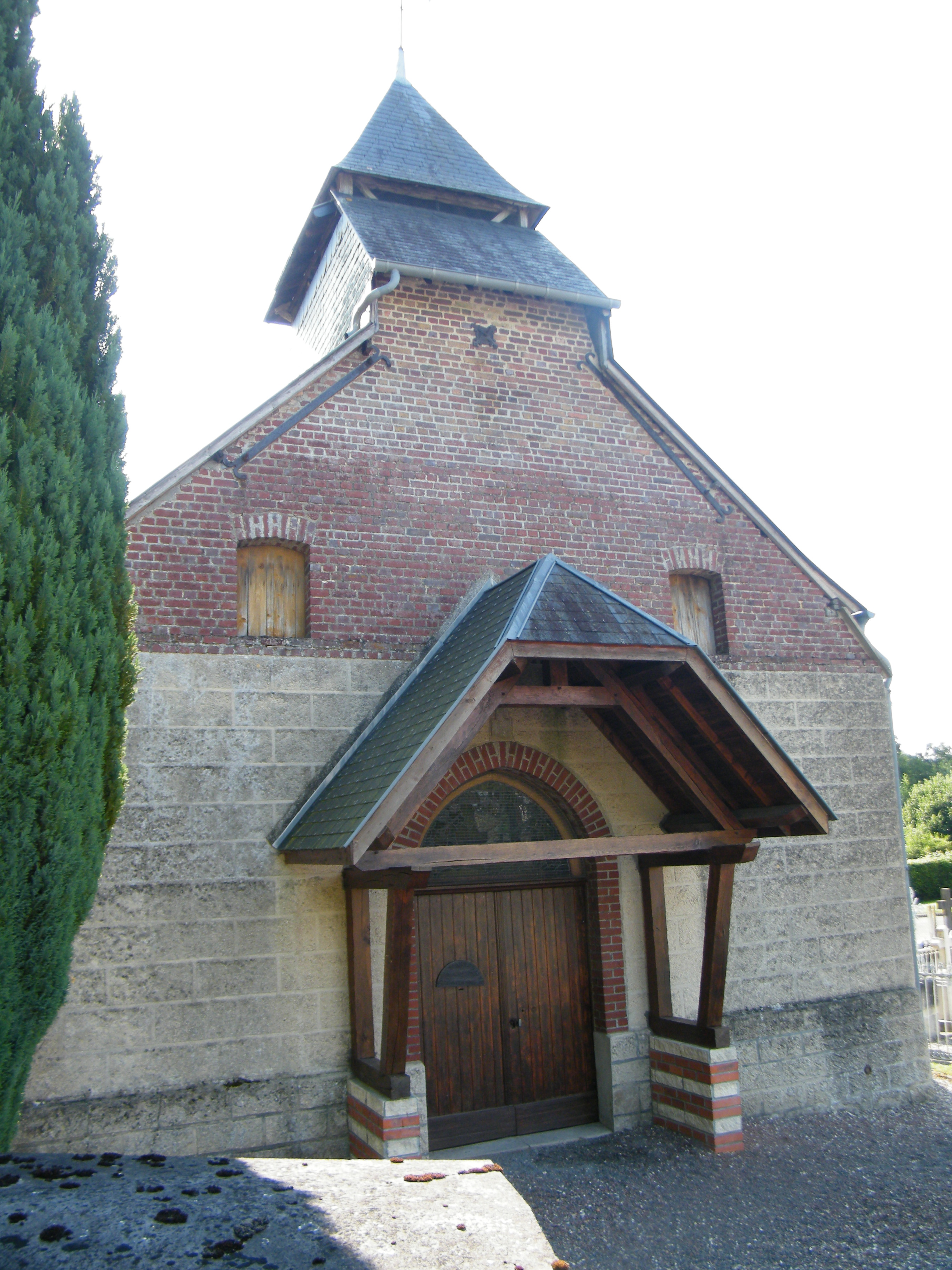

La població ha evolucionat segons el següent gràfic:
Habitants censats

### Habitatges
El 2007 hi havia 130 habitatges, 113 eren l'habitatge principal de la família, 11 eren segones residències i 6 estaven desocupats. Tots els 129 habitatges eren cases. Dels 113 habitatges principals, 98 estaven ocupats pels seus propietaris, 13 estaven llogats i ocupats pels llogaters i 2 estaven cedits a títol gratuït; 3 tenien dues cambres, 12 en tenien tres, 34 en tenien quatre i 64 en tenien cinc o més. 62 habitatges disposaven pel capbaix d'una plaça de pàrquing. A 53 habitatges hi havia un automòbil i a 38 n'hi havia dos o més.

### Piràmide de població

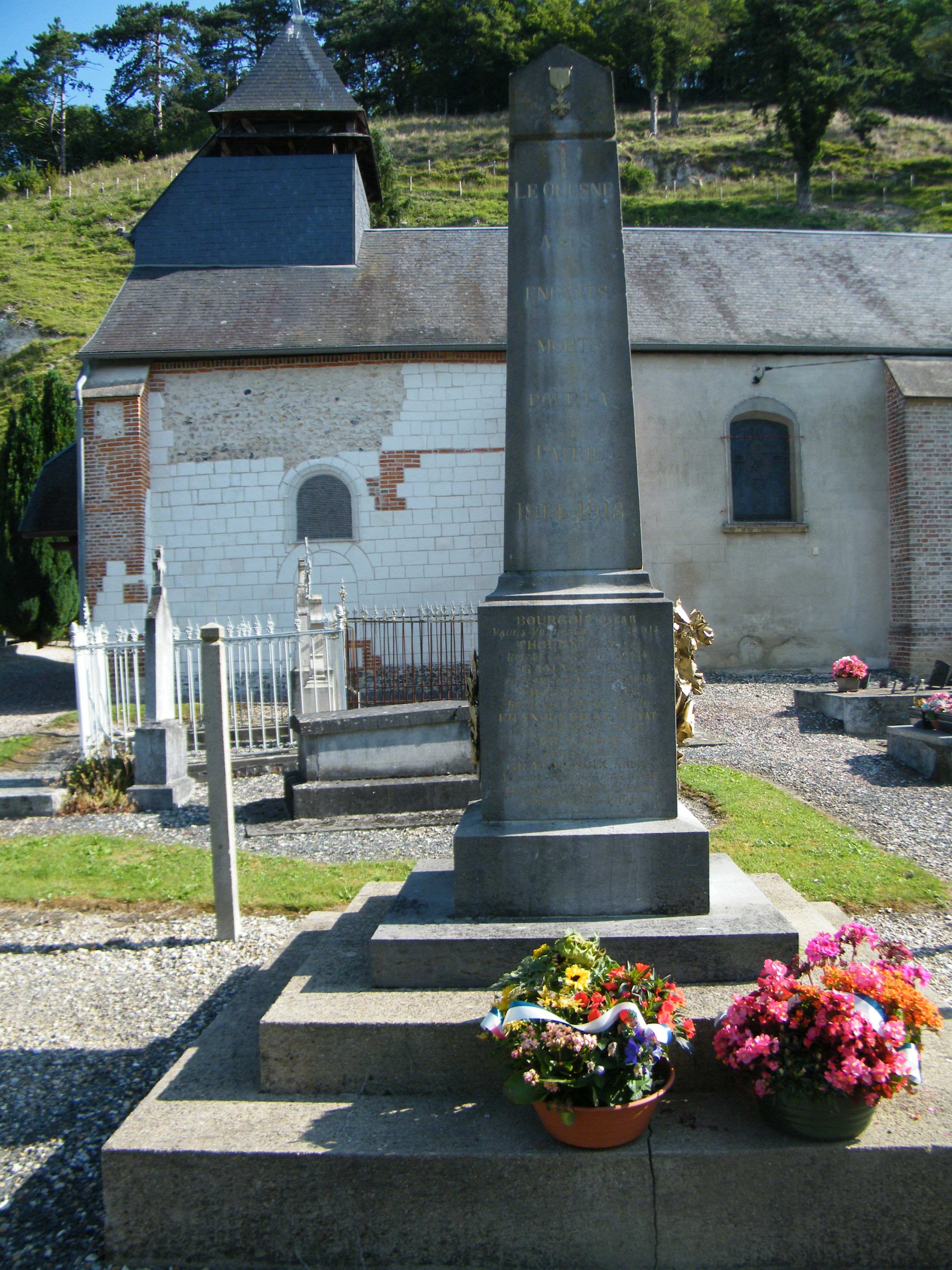

La piràmide de població per edats i sexe el 2009 era:
| Homes | Edats   | Dones |
| ----- | ------- | ----- |
| 0     | 95 o +  | 0     |
| 0     | 90 a 94 | 0     |
| 4     | 85 a 89 | 0     |
| 0     | 80 a 84 | 8     |
| 4     | 75 a 79 | 4     |
| 4     | 70 a 74 | 4     |
| 4     | 65 a 69 | 16    |
| 4     | 60 a 64 | 4     |
| 24    | 55 a 59 | 24    |
| 8     | 50 a 54 | 20    |
| 16    | 45 a 49 | 0     |
| 0     | 40 a 44 | 8     |
| 4     | 35 a 39 | 4     |
| 12    | 30 a 34 | 8     |
| 8     | 25 a 29 | 16    |
| 20    | 20 a 24 | 8     |
| 0     | 15 a 19 | 12    |
| 0     | 10 a 14 | 4     |
| 12    | 5 a 9   | 4     |
| 8     | 0 a 4   | 0     |

## Economia

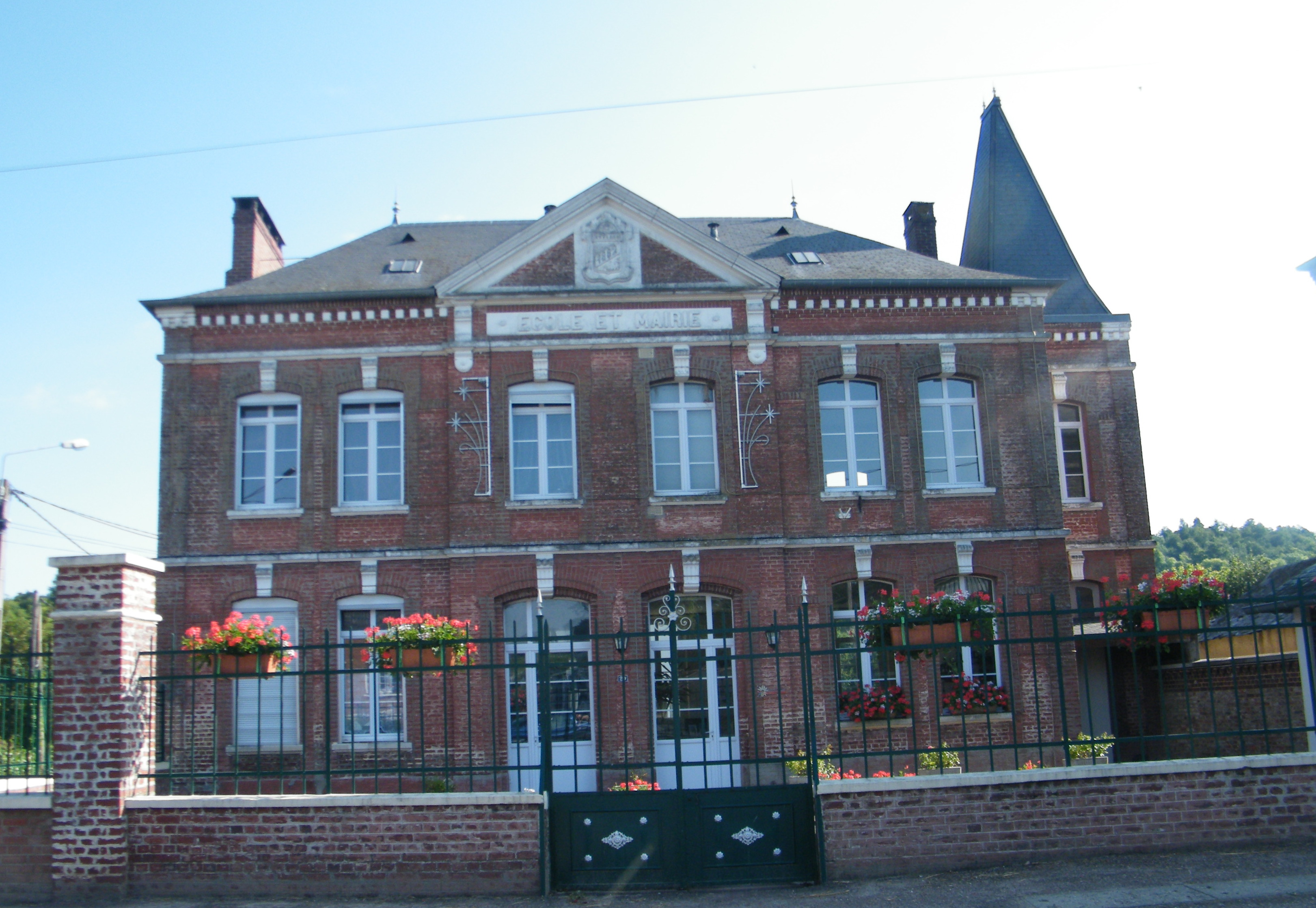

El 2007 la població en edat de treballar era de 172 persones, 120 eren actives i 52 eren inactives. De les 120 persones actives 110 estaven ocupades (63 homes i 47 dones) i 10 estaven aturades (4 homes i 6 dones). De les 52 persones inactives 24 estaven jubilades, 10 estaven estudiant i 18 estaven classificades com a «altres inactius».

### Ingressos
El 2009 a Le Quesne hi havia 120 unitats fiscals que integraven 296 persones, la mediana anual d'ingressos fiscals per persona era de 16.107 €.

### Activitats econòmiques

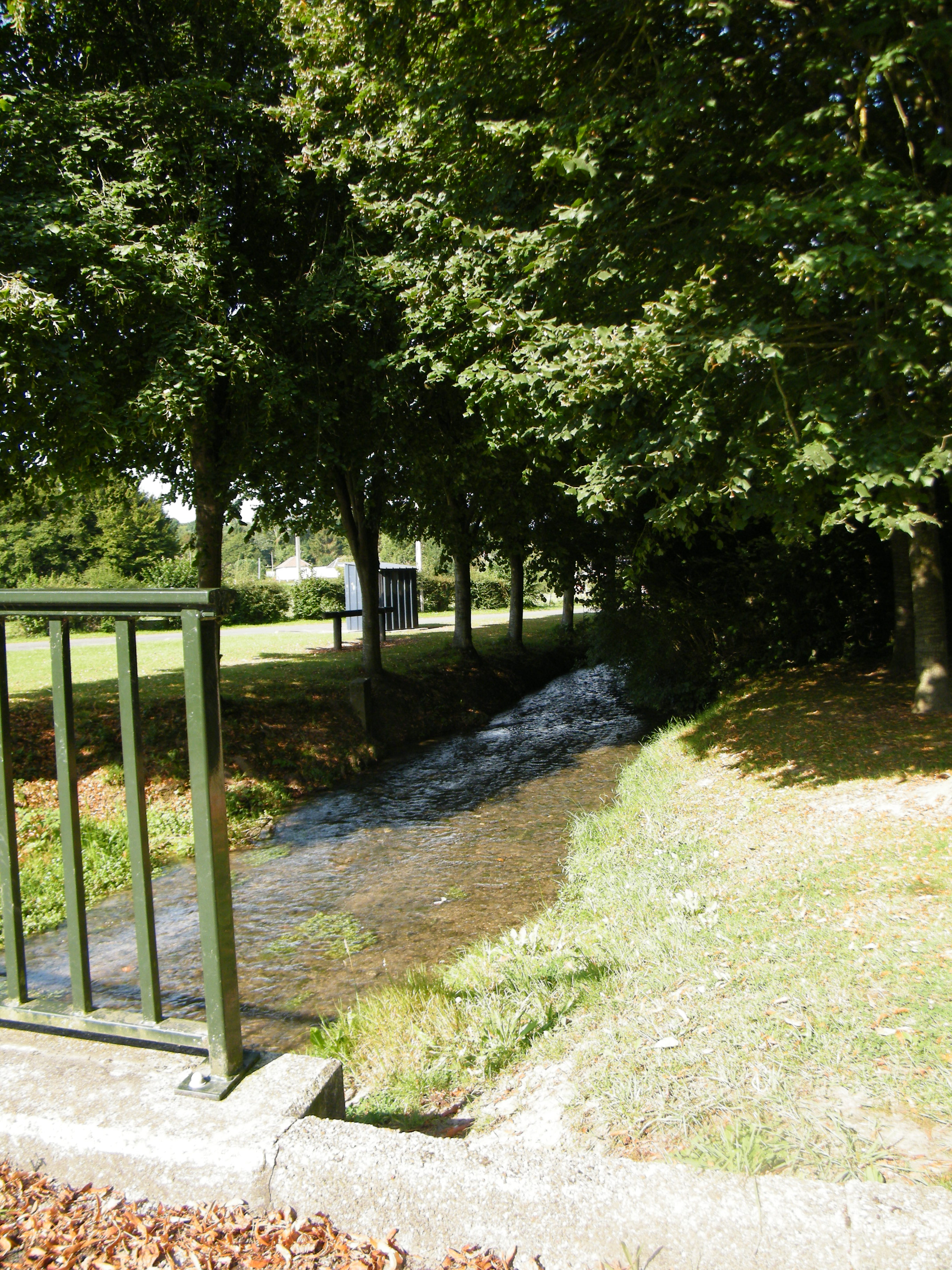

Dels 5 establiments que hi havia el 2007, 1 era d'una empresa de construcció, 2 d'empreses financeres, 1 d'una entitat de l'administració pública i 1 d'una empresa classificada com a «altres activitats de serveis».
L'únic servei als particulars que hi havia el 2009 era una fusteria.
L'any 2000 a Le Quesne hi havia 3 explotacions agrícoles que ocupaven un total de 228 hectàrees.

## Poblacions més properes
El següent diagrama mostra les poblacions més properes.